# Yohan Brouckaert
Yohan Brouckaert (Moeskroen, 30 oktober 1987) is een Belgische voetballer, die doorgaans als middenvelder wordt uitgespeeld. Sinds 2020 voetbalt hij voor KFC Mandel United.

## Carrière
Brouckaert is een jeugdproduct van Excelsior Moeskroen. Hij raakte echter niet in het eerste elftal, waardoor hij in 2007 besloot om te verkassen naar tweedeklasser AFC Tubize. Na één seizoen promoveerde Brouckaert met de club naar de Jupiler Pro League, maar het verblijf in de hoogste afdeling was van korte duur. Ook na de degradatie speelde hij nog een tijdje bij Tubeke.
In januari 2011 maakte hij de overstap naar KV Oostende, waar hij een vaste waarde werd op het middenveld. In april 2013 mocht Brouckaert opnieuw de promotie vieren naar de hoogste afdeling, deze keer met de kustploeg. Ook in de Eerste klasse kreeg Brouckaert speelkansen. Desondanks koos hij er in januari 2014 toch voor om Oostende te verlaten voor Mouscron-Péruwelz, de club uit zijn geboortestad. Met deze club slaagde hij er in om via de eindronde te promoveren naar de hoogste afdeling. Toch verruilde hij de club enkele weken na de competitiestart opnieuw voor toenmalig tweedeklasser Oud-Heverlee Leuven. Alweer promoveerde hij na één seizoen met de club naar de Jupiler Pro League.

## Clubstatistieken
| seizoen | club                | land   | competitie             | duels | goals |
| ------- | ------------------- | ------ | ---------------------- | ----- | ----- |
| 2006/07 | Excelsior Moeskroen | België | Jupiler Pro League     | 0     | 0     |
| 2007/08 | AFC Tubize          | België | Tweede Klasse          | 33    | 2     |
| 2008/09 | AFC Tubize          | België | Jupiler Pro League     | 24    | 0     |
| 2009/10 | AFC Tubize          | België | Tweede Klasse          | 33    | 5     |
| 2010/11 | AFC Tubize          | België | Tweede Klasse          | 20    | 4     |
| 2010/11 | KV Oostende         | België | Tweede Klasse          | 10    | 0     |
| 2011/12 | KV Oostende         | België | Tweede Klasse          | 37    | 11    |
| 2012/13 | KV Oostende         | België | Tweede Klasse          | 33    | 11    |
| 2013/14 | KV Oostende         | België | Jupiler Pro League     | 18    | 2     |
| 2013/14 | Mouscron-Péruwelz   | België | Tweede Klasse          | 16    | 2     |
| 2014/15 | Mouscron-Péruwelz   | België | Jupiler Pro League     | 3     | 0     |
| 2014/15 | Oud-Heverlee Leuven | België | Tweede Klasse          | 27    | 5     |
| 2015/16 | → KSV Roeselare     | België | Tweede Klasse          | 17    | 1     |
| 2016/17 | RWD Molenbeek       | België | Derde klasse Amateurs  | 26    | 15    |
| 2017/18 | RWD Molenbeek       | België | Tweede klasse Amateurs | 26    | 14    |
| 2018/19 | RWD Molenbeek       | België | Eerste klasse Amateurs | 29    | 6     |
| 2019/20 | RWD Molenbeek       | België | Eerste klasse Amateurs | 18    | 3     |
| 2020/21 | KFC Mandel United   | België | Eerste klasse Amateurs | 2     | 0     |
| Totaal  | Totaal              | Totaal | Totaal                 | 372   | 81    |

Bijgewerkt op 19 mei 2021.